# Крістін Баранскі
Крістін Джейн Бара́нскі (англ. Christine Jane Baranski, нар. 2 травня 1952) — американська акторка театру, кіно і телебачення, лавреатка двох премій «Тоні», трьох премій «Гільдії кіноакторів США», «Еммі» і номінантка двох «Золотих глобусів».

## Біографія

### Кар'єра

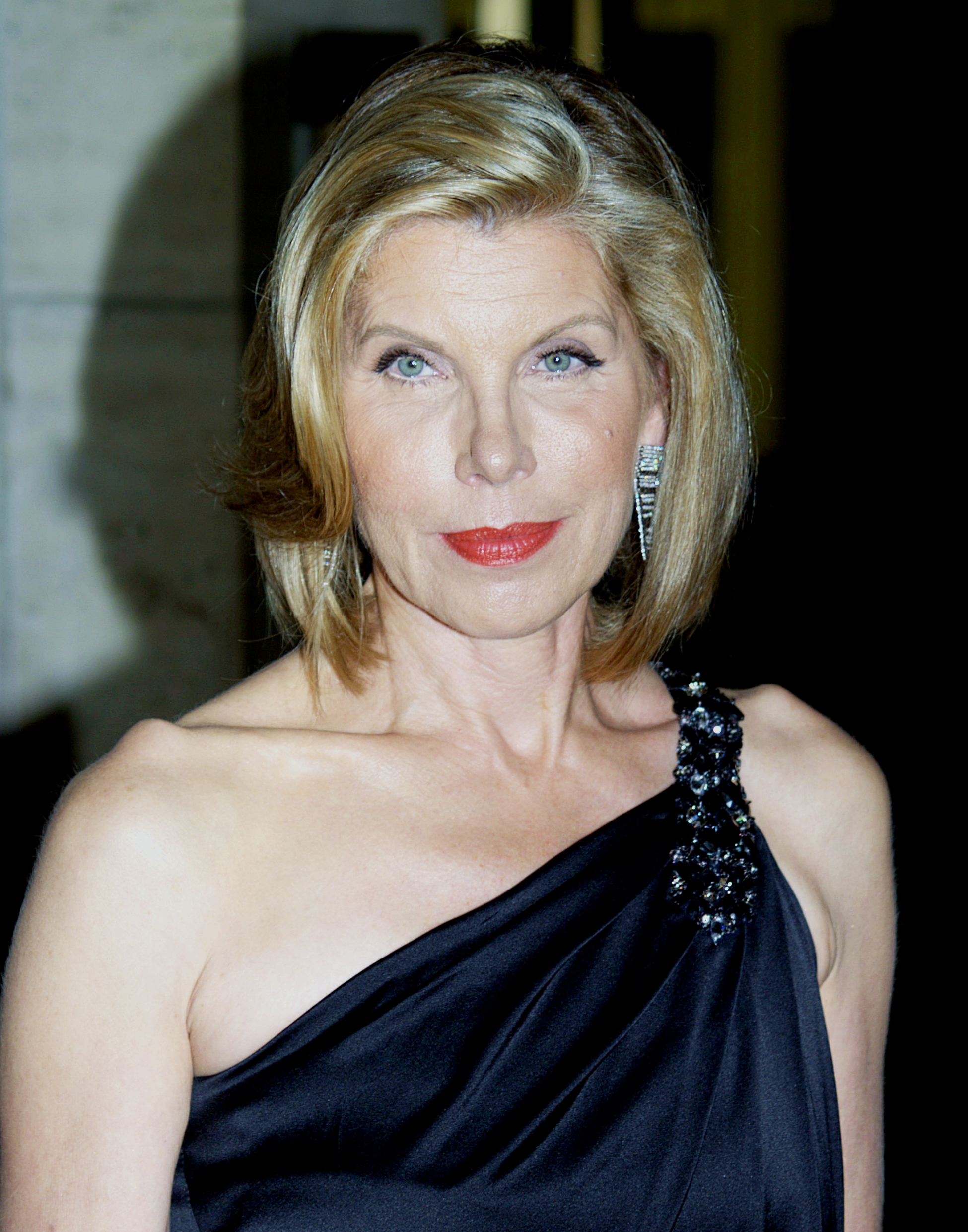
Барански на прем'єрі нового спектаклю в 2010 році.

Крістін Джейн Баранскі розпочала свою кар'єру з Офф-Бродвейских постановок і телевізійних фільмів та епізодів у серіалах. Вона дебютувала в головній ролі на бродвейській сцені в 1980 році, в постановці «The Real Thing», вона виграла в 1984 році премію «Тоні» в номінації «Найкраща акторка в п'єсі». У 2009 році вона грала в постановці «Маленька нічна музика», де її партнерами виступили Ванесса Редгрейв, Наташа Річардсон та Віктор Гарбер.
У кіно акторка знялася в таких відомих фільмах як «Клітка для пташок» (1996), «Чикаго» (2002), «Як Ґрінч украв Різдво» і в недавньому часу «Мамма Міа!». У 2010 році вона знялася у фільмі «Полювання на колишню».
На телебаченні акторка грала велику роль в комедії «Сибилл» з 1995 по 1998 рік, за цю роль вона отримала премію «Еммі». Пізніше вона з'явилася в комедії 2000—2001 років «Ласкаво просимо в Нью-Йорк», яка була закрита після одного сезону, в 2003—2004 в комедії «Щаслива сім'я», яка теж провалилася. Вона також з'явилася в епізодах серіалів «Третя планета від Сонця», «Теорія великого вибуху» та інших.
З 2009 року вона грає постійну роль в адвокатській драмі каналу CBS «Гарна дружина». У 2010 році вона була номінована на «Еммі» за цю роль.

### Приватне життя
Баранскі була одружена з 1983 року з актором Метью Коулсом (помер 2014 р.), у них двоє дітей.

## Фільмографія

### Фільми
| Рік  | Фільм                             | Оригінальна назва фільму                                    | Роль                      |
| ---- | --------------------------------- | ----------------------------------------------------------- | ------------------------- |
| 1982 |                                   | Soup for One                                                | блондинка в барі          |
| 1983 |                                   | Lovesick                                                    | німфоманка                |
| 1984 |                                   | Crackers                                                    | Максін                    |
| 1986 | Дев'ять з половиною тижнів        | 9½ Weeks                                                    | Тіа                       |
| 1986 |                                   | Legal Eagles                                                | Керол Фрімен              |
| 1987 | Мисливець на дівчат               | The Pick-up Artist                                          | Герріет                   |
| 1990 |                                   | Reversal of Fortune                                         | Андреа Рейнольдс          |
| 1993 |                                   | The Night We Never Met                                      | Люсі                      |
| 1993 |                                   | Life with Mikey                                             | Керол                     |
| 1993 | Моральні цінності сімейки Адамсів | Addams Family Values                                        | Беккі Мартін-Гренджер     |
| 1994 |                                   | The Ref                                                     | Конні Чессер              |
| 1994 |                                   | Getting In                                                  | місіс Маргарет Гіггс      |
| 1994 |                                   | The War                                                     | Беккі Мартін-Гренджер     |
| 1995 |                                   | New Jersey Drive                                            | прокурор                  |
| 1995 | Джефрі                            | Jeffrey                                                     | Енн                       |
| 1996 | Клітка для пташок                 | The Birdcage                                                | Кетрін Арчер              |
| 1998 |                                   | The Odd Couple II                                           | Тельма                    |
| 1998 |                                   | Bulworth                                                    | Констанс Булворт          |
| 1999 | Жорстокі ігри                     | Cruel Intentions                                            | Банні Колдвелл            |
| 1999 |                                   | Bowfinger                                                   | Керол                     |
| 2000 | Як Ґрінч украв Різдво             | Dr. Seuss' How the Grinch Stole Christmas                   | Марта Мей Хув'є           |
| 2001 |                                   | Mickey's Magical Christmas: Snowed in at the House of Mouse | (озвучування)             |
| 2002 |                                   | The Guru                                                    | Шантал                    |
| 2002 | Чикаго                            | Chicago                                                     | Мері Саншайн              |
| 2003 |                                   | Marci X                                                     | Мері Еллен Спінкл         |
| 2003 |                                   | Eloise at the Plaza                                         | Прунелла Стіклер          |
| 2004 |                                   | Welcome to Mooseport                                        | Шарлотт Коул              |
| 2005 |                                   | Scooby-Doo! in Where's My Mummy?                            | Амелія вон Буч (голос)    |
| 2006 |                                   | Falling for Grace                                           | Брі                       |
| 2006 | Дивні родичі                      | Relative Strangers                                          | Арлін Клейтон             |
| 2006 |                                   | Bonneville                                                  | Францин                   |
| 2008 | Мамма Міа!                        | Mamma Mia!                                                  | Таня                      |
| 2010 | Полювання на колишню              | The Bounty Hunter                                           | Кітті Гарлі               |
| 2012 | Ніч в супермаркеті                | Foodfight!                                                  | Гедда Шопер (озвучування) |
| 2014 | У темному-темному лісі            | Into the Woods                                              | мачуха Попелюшки          |
| 2016 | Тролі                             | Trolls                                                      | Шеф (озвучування)         |
| 2016 | Небезпечна гра Слоун              | Miss Sloane                                                 | Евелін Самнер             |
| 2017 | Дуже погані матусі 2              | Bad Moms Christmas                                          | Рут                       |
| 2018 | Мамма Міа! 2                      | Mamma Mia! Here We Go Again                                 | Таня Чешем-Лі             |
| 2020 |                                   | Christmas on the Square                                     | Регіна Фуллер             |